# Грязне (Совєтський район)
Грязне (рос. Грязное) — село в Совєтському районі Курської області Російської Федерації.
Населення становить 224 особи. Входить до складу муніципального утворення Александровська сільрада.

## Історія
Населений пункт розташований на території українського етнічного та культурного краю Східна Слобожанщина.
Від 2004 року входить до складу муніципального утворення Александровська сільрада.

## Населення
| 2002 | 2010 |
| ---- | ---- |
| 300  | ↘224 |